# Canottieri Olona Milano
El Canottieri Olona Milano es un club deportivo italiano con sede en Milán.
En el club se practica remo, natación y tenis.

## Historia
El club sobrevivió a dos guerras mundiales, pero en 1982 tuvo que cerrar. En 1986 unos entusiastas del deporte volvieron a formar el club.
E en 2014 tuvo que cerrar.

## Palmarés de waterpolo
- 1 vez campeón del campeonato de Italia de waterpolo masculino (1947)